# Tân Tiến, Thanh Hóa
Tân Tiến là một xã thuộc tỉnh Thanh Hóa, Việt Nam.
Xã Tân Tiến được thành lập ngày 16 tháng 6 năm 2025 theo Nghị quyết số 1686/NQ-UBTVQH15  của Ủy ban Thường vụ Quốc hội  trên cơ sở sáp nhập  toàn bộ diện tích tự nhiên, quy mô dân số của các xã Nga Tiến, Nga Tân và Nga Thái thuộc huyện Nga Sơn, tỉnh Thanh Hóa . Xã này chính thức hoạt động từ ngày 01 tháng 7 năm 2025.